# Michał Czartoryski (dominikanin)
Michał Czartoryski, właściwie Jan Franciszek książę Czartoryski (ur. 19 lutego 1897 w Pełkiniach, zm. 6 września 1944 w Warszawie) – polski książę, duchowny katolicki, dominikanin, wychowawca, inżynier architektury; błogosławiony i męczennik Kościoła katolickiego, W czasie powstania warszawskiego, będąc kapelanem Armii Krajowej, został rozstrzelany przez Niemców w szpitalu razem z ciężko rannymi.

## Życiorys

### Pochodzenie i młodość
Był prawnukiem Konstantego Adama (1774–1860), wnukiem Jerzego (1828–1912), synem Witolda (1864–1945) i Jadwigi z domu Dzieduszyckiej herbu Sas (1867–1941, córka Włodzimierza Dzieduszyckiego). Jego rodzeństwem byli Maria (1890–1981, po mężu Korwin-Krasińska), Anna (1891–1951), Kazimierz (1892–1936), Jerzy (1894–1969), Włodzimierz (1895–1975), Roman (1898–1958), Stanisław (1902–1982), Elżbieta (ur. ?, zm. 1904), Adam (1906–1998), Witold (1908–1945), Piotr (1909–1993). Na chrzcie nadano mu imiona: Jan Franciszek. Pierwsze nauki pobierał w domu, a następne w prywatnej szkole w Starej Wsi pod Warszawą.
Po zdaniu matury studiował na Politechnice Lwowskiej, uzyskując tytuł inżyniera architekta. Brał udział w obronie Lwowa, odznaczony za męstwo Krzyżem Walecznych. Oddelegowany przez władze wojskowe brał udział w plebiscycie na Górnym Śląsku.

### Kapłaństwo
W 1927 r. wstąpił w Krakowie do zakonu dominikanów, gdzie przyjął imię Michał. Śluby zakonne złożył 25 września 1928 roku, a święcenia kapłańskie przyjął 20 grudnia 1931 roku w Jarosławiu. Będąc  architektem, współdziałał w budowie klasztoru dominikańskiego w Warszawie na Służewie w latach 1937–1939. W zakonie pełnił różne funkcje, między innymi magistra nowicjatu, pomagając w formacji młodym zakonnikom.

### Udział w powstaniu warszawskim i męczeńska śmierć
1 sierpnia 1944, wczesnym popołudniem, wybrał się do okulisty na Powiślu, gdzie zastał go wybuch powstania warszawskiego. Następnego dnia zgłosił się jako kapelan do walczącego na Powiślu III Zgrupowania „Konrad” AK. 6 września 1944, po upadku tej dzielnicy, nie wycofał się z powstańczymi oddziałami, nie skorzystał z możliwości ukrycia się przed Niemcami w stroju sanitariusza, jak mu zaproponowano, lecz został do końca, jako jedyny z personelu szpitalnego, z grupą ciężko rannych powstańców i cywilów w piwnicach firmy Alfa-Laval. O. Michał Czartoryski uważał, że zostawionych chorych nie może opuścić i tylko przy nich jest jego miejsce. Pół godziny po ewakuacji obsługi powstańczego szpitala Niemcy rozstrzelali w piwnicach lazaretu pozostałych tam chorych i razem z nimi o. Michała, który do końca wspierał duchowo rannych.
Wywleczone z piwnicy ciała spalono na pobliskiej barykadzie. Rok później przeprowadzono ekshumację, w celu przeniesienia ich do wspólnego grobu dla powstańców. Ciała o. Michała Czartoryskiego jednak nie zidentyfikowano.

## Genealogia
| 4. Jerzy Konstanty Czartoryski      |  |                                                        |  |  |                       |
|                                     |  | 2. Witold Leon Czartoryski                             |  |  |                       |
| 5. Maria Jadwiga Czartoryska        |  |                                                        |  |  |                       |
|                                     |  |                                                        |  |  | 1. Michał Czartoryski |
| 6. Włodzimierz Tadeusz Dzieduszycki |  |                                                        |  |  |                       |
|                                     |  | 3. Jadwiga Czartoryska z domu Dzieduszycka (herbu Sas) |  |  |                       |
| 7. Alfonzyna Miączyńska             |  |                                                        |  |  |                       |
|                                     |  |                                                        |  |  |                       |

## Proces beatyfikacyjny
Proces informacyjny został zakończony przed Metropolitalnym Trybunałem Rogatoryjnym w Warszawie dnia 29 stycznia 1993 roku.
Beatyfikowany 13 czerwca 1999 w gronie 108. męczenników w Warszawie przez papieża Jana Pawła II.